# Nicola Rao
Nicola Rao (Latina, 30 ottobre 1962) è un giornalista e saggista italiano.

## Biografia
Giornalista professionista dal 1989, dal 1987 ha lavorato a Roma per l'agenzia di stampa Adnkronos, inizialmente come cronista giudiziario, seguendo quotidianamente l'attività del CSM,  del Ministero della giustizia, nonché le grandi inchieste su terrorismo in Italia e su Cosa nostra.
Nel 1988 intervista, in esclusiva Adnkronos per il settimanale Epoca, Mario Tuti (all'epoca detenuto nel supercarcere di Voghera) che, per la prima volta si racconta ed annuncia di voler chiudere con la lotta armata. Nello stesso anno pubblica le dichiarazioni dell'ex parlamentare del PCI Sergio Flamigni (autore di numerosi libri sul caso Moro), il quale gli rivela di aver saputo da due brigatisti detenuti (Lauro Azzolini e Franco Bonisoli), che in realtà i carcerieri di Moro erano quattro (e non tre, come si pensava) e che l'"ingegner Altobelli" non fosse Mario Moretti, ma un altro terrorista ancora sconosciuto. Rivelazioni confermate anni dopo dalle confessioni di Adriana Faranda, che indicherà in Germano Maccari il 'quarto uomo' della 'prigione' di via Montalcini. Nel 1993, intervista il PM Antonio Marini, che per la prima volta conferma la veridicità delle confessioni della Faranda.
Il 15 maggio 1991, a dieci anni dall'attentato a Giovanni Paolo II, firma per l'Adnkronos un'intervista sulla pista bulgara, realizzata in carcere ad Ali Ağca, pubblicata il giorno dopo in prima pagina dal Corriere della Sera.
Sempre per le edizioni Adnkronos, tra la fine degli anni 1980 e i primi '90 contribuisce alla stesura di speciali quaderni sul terrorismo italiano e internazionale, firmando un reportage sul terrorismo indipendentista corso e un'intervista a più voci con alcuni capi delle BR ancora detenuti, tra i quali Prospero Gallinari e Bruno Seghetti.
Nel dicembre 1993 è stato il primo giornalista in Italia a scrivere che dietro le stragi del biennio 1992-1993 ci fosse la mano di Cosa Nostra, che voleva costringere lo Stato a non rinnovare il 41 bis per i detenuti di mafia. Per questi lanci, firmati sempre per l'Adnkronos, nell'agosto 2012 è stato ascoltato dal pool antimafia della procura di Palermo, che indagava sulla trattativa Stato-mafia, come persona informata sui fatti. Il 12 novembre 2015, sempre sui medesimi lanci di agenzia, è stato ascoltato nel processo di primo grado sulla trattativa Stato-mafia, presso l'aula bunker di Palermo.
Dal 1996 ha lavorato, sempre per Adnkronos, come giornalista parlamentare, seguendo quotidianamente le attività politiche ed istituzionali di governi e partiti, fino al 2003.

### In Rai
Entrato in Rai, dal 2003 al 2010 ha lavorato al TG2 sempre come giornalista parlamentare, prima come caposervizio e poi come vicecaporedattore della redazione politica.
Nel febbraio 2008 ha firmato un documentario per TG2 Dossier, a 30 anni dal caso Moro dal titolo 1978. L'inverno più lungo.
Dal 1º febbraio 2010 al 30 settembre 2017 ha ricoperto l'incarico di responsabile della redazione del TGR Lazio, con le funzioni di caporedattore centrale.
È stato vicedirettore della Testata Giornalistica Regionale dal 1º ottobre 2017 al 26 dicembre 2021.
È stato vicedirettore del TG1 dal 27 dicembre 2021 al 19 dicembre 2022.
È stato direttore del TG2 dal 19 dicembre 2022 al 31 maggio 2023.
È stato direttore della Comunicazione della Rai dal 31 maggio 2023 al 10 giugno 2025.
Dall'11 giugno 2025 è direttore del Giornale Radio Rai e Rai Radio 1.
Componente del consiglio direttivo dell'Associazione Stampa Parlamentare nel 2003, è stato rieletto alla stessa carica nel 2006 e nel 2009.
Per anni ha condotto ricerche sui fenomeni di terrorismo nazionale ed internazionale, pubblicando libri con le case editrici Mursia, Sperling & Kupfer e Piemme, trattando sia il terrorismo nero sia il terrorismo rosso.
Dal febbraio 2019 è anche consigliere d'amministrazione della Fondazione Ugo Spirito e Renzo De Felice.

## Opere
- Francesco Giorgino e Nicola Rao, L'un contro l'altro armati: dieci testimonianze della guerra civile, 1943-1945, collana Fatti, testimonianze, reportages, Mursia, 1995, ISBN 978-88-425-1837-2.
- Nicola Rao, La fiamma e la celtica: sessant'anni di neofascismo da Salo' ai centri sociali di destra, collana Le radici del presente, Sperling & Kupfer, 2006, ISBN 978-88-200-4193-9.
- Nicola Rao, Il sangue e la celtica: dalle vendette antipartigiane alla strategia della tensione ; storia armata del neofascismo, collana Le radici del presente, Sperling & Kupfer, 2008, ISBN 978-88-200-4573-9.
- Nicola Rao, Il piombo e la celtica, collana Le radici del presente, Sperling & Kupfer, 2009, ISBN 978-88-200-4773-3.
- Nicola Rao, Colpo al cuore, collana Saggi, Sperling & Kupfer, 2011, ISBN 978-88-200-5126-6.
- Il tempo delle chiavi. L'omicidio Ramelli e la stagione dell'Intolleranza. Milano. Edizioni Piemme, 2024

| Controllo di autorità | VIAF (EN) 29678606 · ISNI (EN) 0000 0000 5512 2778 · SBN MILV141799 · LCCN (EN) n95080624 · BNF (FR) cb13332467k (data) |